# Prosopocera signata
Prosopocera signata là một loài bọ cánh cứng trong họ Cerambycidae.